# Rovmord
Et rovmord er et drab, der er begået forsætligt og med den hensigt at stjæle eksempelvis penge eller værdigenstande fra offeret.
I Danmarks straffelov skelnes mellem uagtsomt drab og forsætligt drab, hvor sidste har en straframme fra 5 år og indtil livstid.
Strafferammen som har været brugt under sager i Danmark har været mellem 7 år og livsvarigt fængsel. Seth Sethsen blev i 1986 idømt livsvarigt fængsel for rovmord mod en taxachauffør.
Mike Drewsen og Maria Kramer blev ligeledes i 2005 idømt en livstidsdom for rovmord. I 2011 blev Marian Clită fra Rumænien idømt 14 års fængsel for rovmordet på Vera Vildmyren. Den 7. juni 2020 blev den 28-årige James Schmidt, der har taget navneforandring fra Lual Yai Fayin Lual, ved Københavns Byret idømt fængsel på livstid for rovmord på to pensionister på Østerbro i 2019. Dommen blev anket på stedet af den tiltalte med påstand om frifindelse.